# ادی لووس
ادی لووس (انگلیسی: Eddie Lewis؛ زادهٔ ۱۷ مهٔ ۱۹۷۴) یک بازیکن فوتبال اهل ایالات متحده آمریکا است.
وی همچنین در تیم ملی فوتبال ایالات متحده آمریکا بازی کرده‌است.